# Jędrzejówka (gromada)
Jędrzejówka – dawna gromada, czyli najmniejsza jednostka podziału terytorialnego Polskiej Rzeczypospolitej Ludowej w latach 1954–1972.
Gromady, z gromadzkimi radami narodowymi (GRN) jako organami władzy najniższego stopnia na wsi, funkcjonowały od reformy reorganizującej administrację wiejską przeprowadzonej jesienią 1954 do momentu ich zniesienia z dniem 1 stycznia 1973, tym samym wypierając organizację gminną w latach 1954–1972.
Gromadę Jędrzejówka z siedzibą GRN w Jędrzejówce utworzono – jako jedną z 8759 gromad na obszarze Polski – w powiecie biłgorajskim w woj. lubelskim na mocy uchwały nr 6 WRN w Lublinie z dnia 5 października 1954. W skład jednostki weszły obszary dotychczasowych gromad Jędrzejówka, Majdan Abramowski i Średniówka ze zniesionej gminy Goraj w powiecie biłgorajskim oraz obszar dotychczasowej gromady Chłopków ze zniesionej gminy Radecznica w powiecie zamojskim w tymże województwie. Dla gromady ustalono 19 członków gromadzkiej rady narodowej.
1 stycznia 1962 gromadę zniesiono, włączając jej obszar do gromady Teodorówka w tymże powiecie.